# 2143 Jimarnold
A 2143 Jimarnold (ideiglenes jelöléssel 1973 SA) a Naprendszer kisbolygóövében található aszteroida. Eleanor F. Helin fedezte fel 1973. szeptember 26-án.